# Ходновичи
Ходновичи (укр. Хідновичі) — село в Шегининской сельской общине Яворовского района Львовской области Украины.
Население по переписи 2001 года составляло 428 человек. Занимает площадь 1,037 км². Почтовый индекс — 81351. Телефонный код — 3234.